# London Arch
London Arch (deutsch Londoner Bogen; früher London Bridge, deutsch Londoner Brücke) ist ein natürliches Felsentor im Port-Campbell-Nationalpark in Australien, unweit der Great Ocean Road.
Der Bogen aus einem Campbell-Kalkstein, der im Tertiär entstand, ist eine der vielen Touristen-Attraktionen entlang der Great Ocean Road nahe bei Port Campbell in Victoria. Der Felsen wurde durch natürliche Erosion abgetragen, so dass er bis 1990 einen Doppelbogen formte. Diese Formation reichte bis zur Küste und wurde wegen ihres Aussehens damals als London Bridge bezeichnet. Solche Bögen entstehen, wenn Gesteinsformationen aus unterschiedlich widerstandsfähigen Gesteinen der Erosion ausgesetzt sind, so dass manche Bereiche schneller verwittern als andere und unterspült werden. Die langsamer verwitternden Bereiche bilden dann die Bögen bzw. die zu beobachtenden Strukturen. Allerdings unterliegen auch diese Gesteine natürlich der Erosion, so dass damit zu rechnen ist, dass sie früher oder später in sich zusammenbrechen bzw. abgetragen werden. Die Gebilde bestehen, in geologischen Zeiträumen betrachtet, nur für kurze Zeit.
Der innere Bogen – die Brückenverbindung zum Festland – stürzte am 15. Januar 1990 auf einer Breite von 40 m unerwartet ein. Zwei Touristen (Kelli Harrison und David Darrington), die sich zum Zeitpunkt des Einsturzes auf dem Felsen befanden, mussten mit Helikoptern der örtlichen Polizei geborgen werden. Die Formation wurde nach dem Ereignis in London Arch umbenannt.
London Arch gehört zu einer ganzen Reihe sehenswerter Felsformationen entlang dieses Abschnitts der australischen Küste. Zu den weiteren Sehenswürdigkeiten gehören Pudding Basin Rock, Loch Ard Gorge, Island Archway, The Razorback, die unbewohnte Muttonbird Island, Thunder Cave, The Blowhole, Elephant Rock, Bakers Oven, The Grotto und die Twelve Apostles.
Im Juni 2009 stürzte ein weiterer Felsenbogen dieser Küste ein, der nahe gelegene Island Archway.

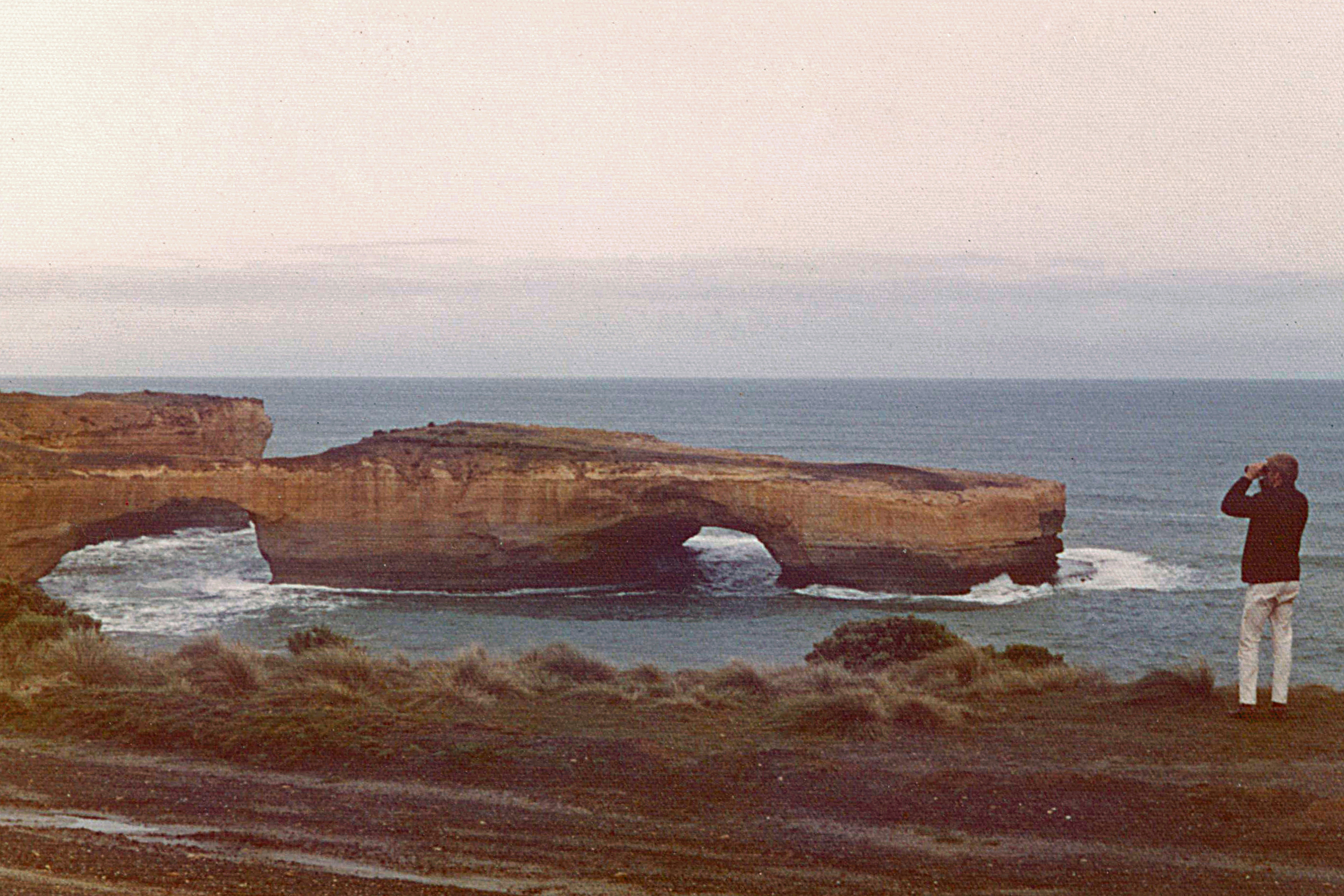
London Bridge vor dem Zusammenbruch mit Landbrücke zum Festland (1973)
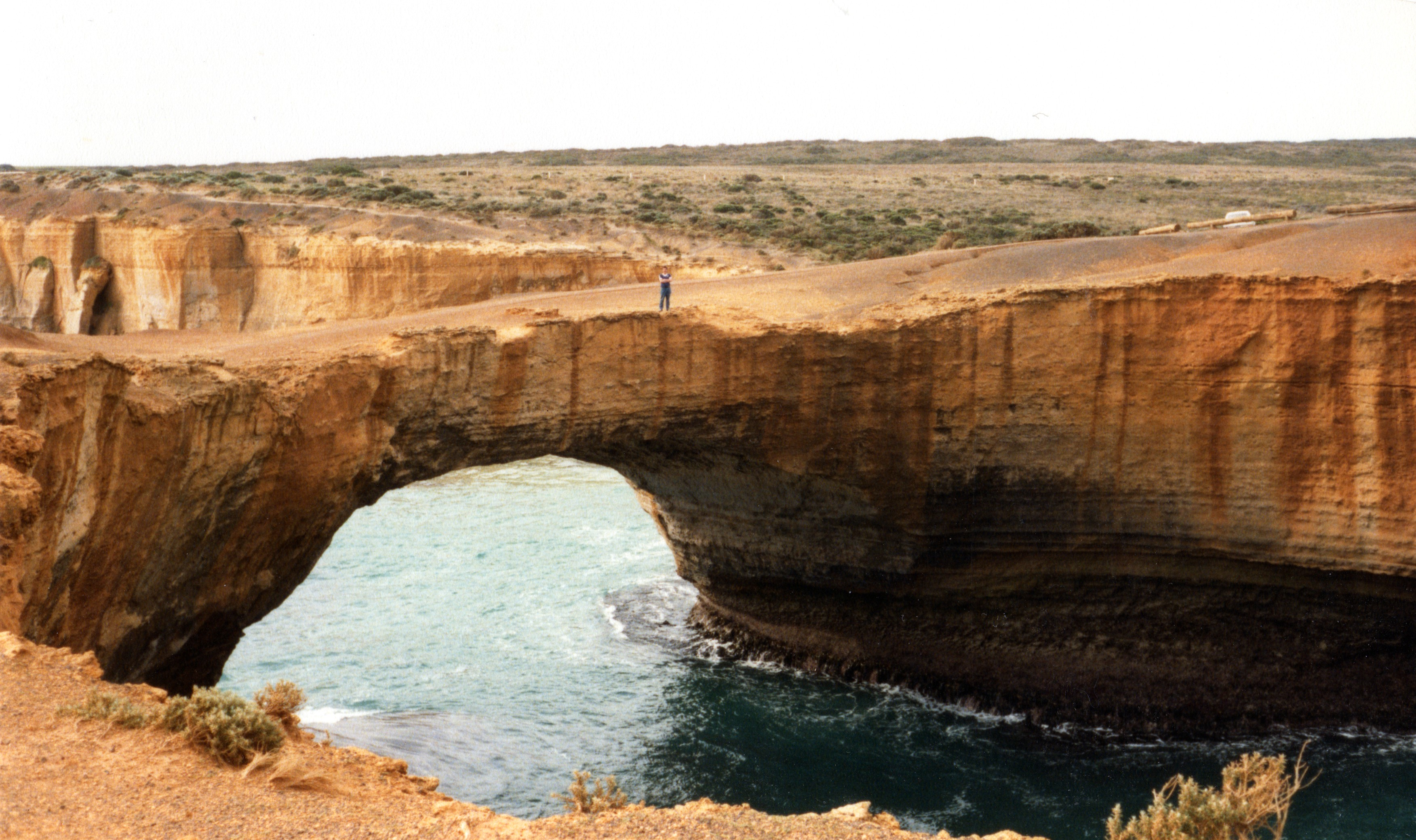
Nahaufnahme der London Bridge (1985)
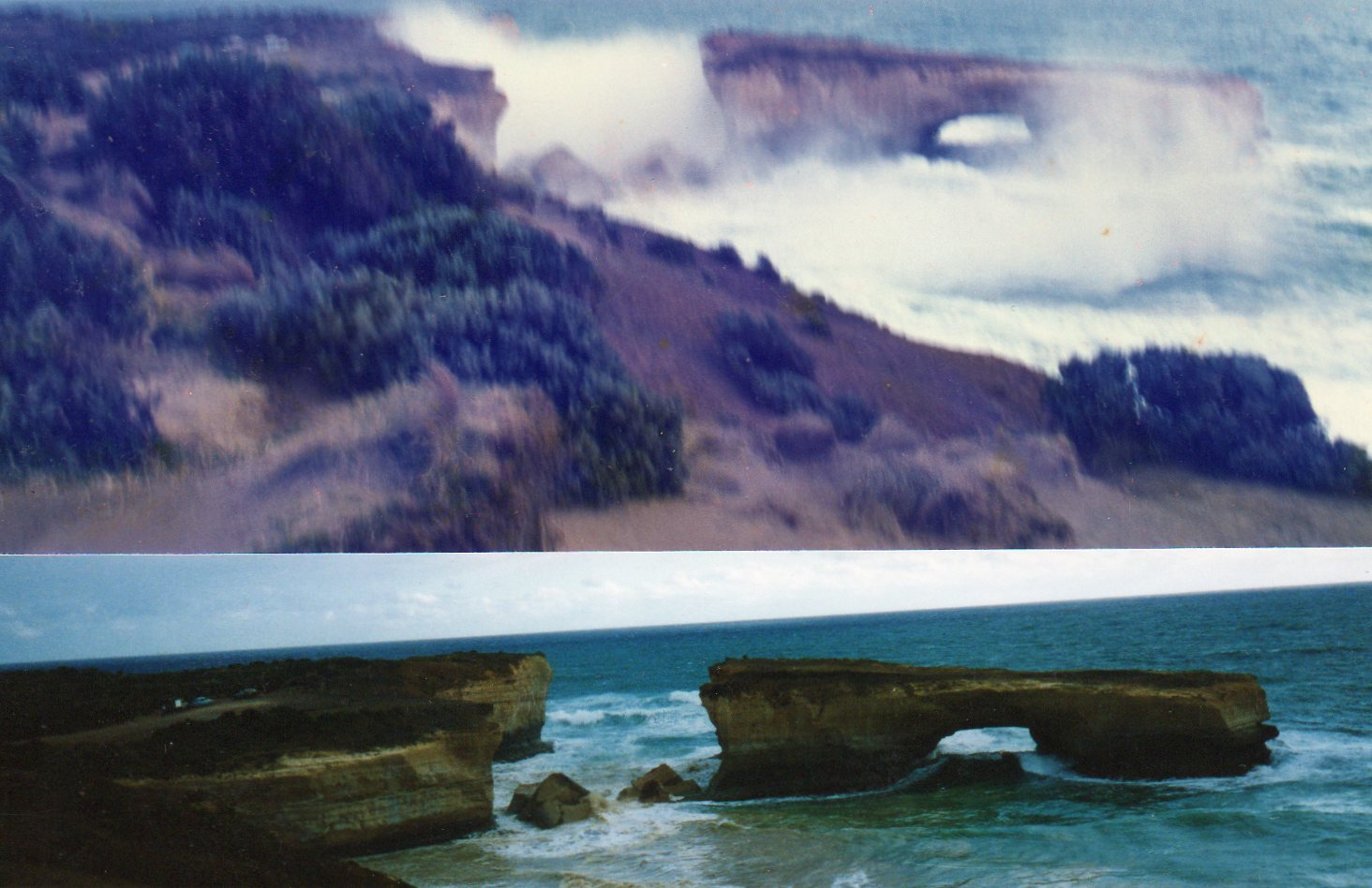
London Arch nach dem Zusammenbruch (1990): Es entstanden unmittelbar zwei größere Felsblöcke in der Brandung.